# Hřbitov ve Staré Boleslavi

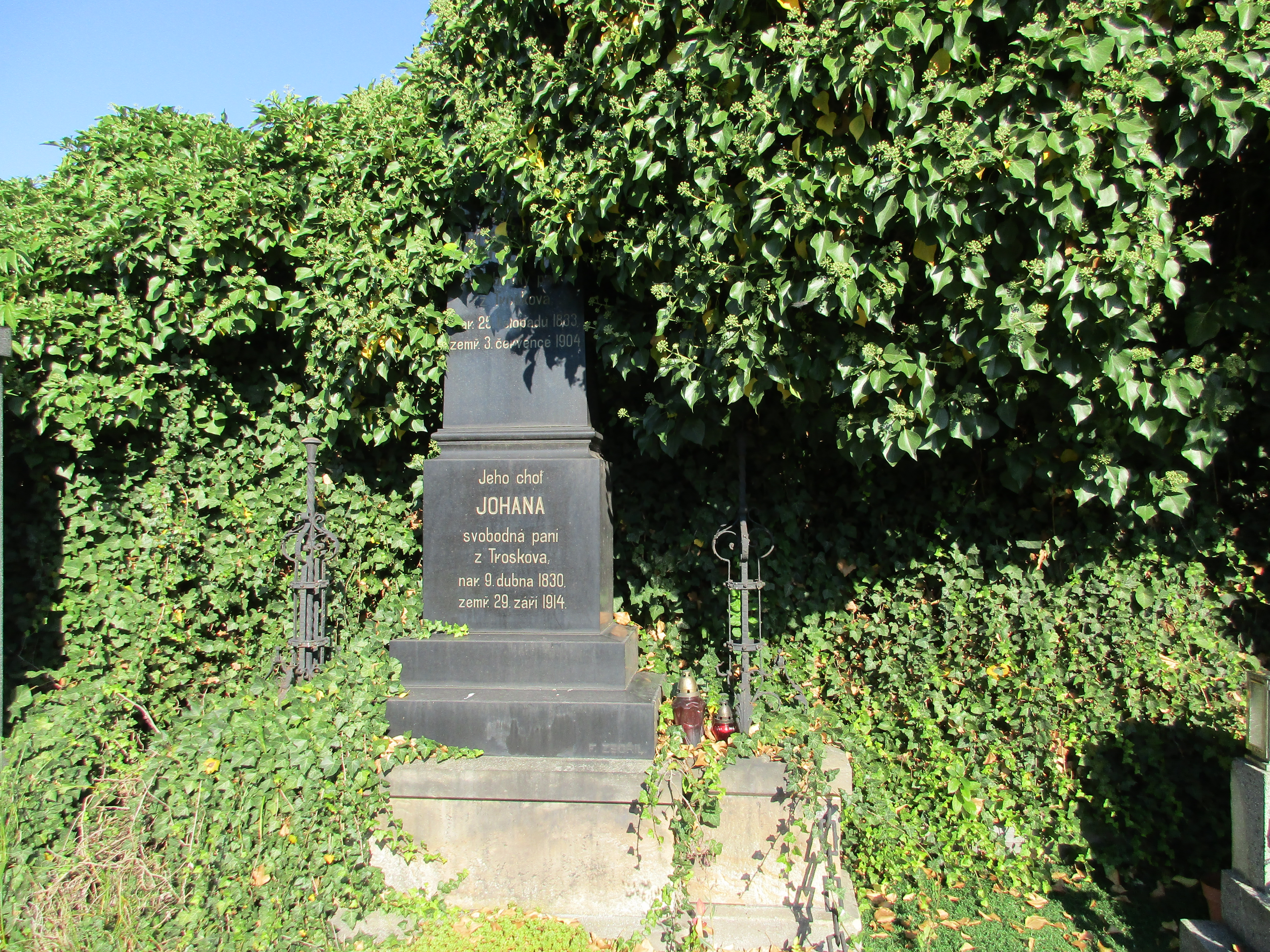
Hrob JUDr. Rudolfa knížete Thurna-Taxise, svobodného pána z Troskova (1833 - 1904) na hřbitově ve Staré Boleslavi, do roku 1930 byl pohřben na Velehradě

Hřbitov ve Staré Boleslavi se nachází severně od kostela Nanebevzetí Panny Marie mezi ulicemi Josefa Truhláře, Okružní a V Mýtkách. Má rozlohu 1,49 hektaru a je ve správě Římskokatolické církve.

## Historie
Nejstarší pohřebiště ve Staré Boleslavi bývalo u kostela svatého Václava. Po vypálení města Švédy a následném novém postupném osidlování byl hřbitov založen u kostela Nanebevzetí Panny Marie. Nacházel se za ambity na východní straně a v jeho východní zdi stála malá barokní kaple svatého Benedikta. Kaple byla několikrát opravována a těmito opravami ztratila svůj původní ráz. Hřbitov byl zrušen roku 1835 a pro pohřby začal sloužit nově založený hřbitov poblíž kaple blahoslaveného Podivena. Tento hřbitov (třetí v pořadí) existoval ještě roku 1878, po založení dalšího hřbitova za hranicí města byl zrušen a na jeho místě vznikl park ohraničený ulicemi U Staré kovárny a Josefa Truhláře. Nový hřbitov (čtvrtý v pořadí) byl založen před rokem 1878 severně při silnici na Mladou Boleslav (Josefa Truhláře), za severním okrajem města. Kolem roku 1903 tento hřbitov doplnila hřbitovní kaple a vstupní brána, jejichž autorem byl architekt Kamil Hilbert. Hlavní klenák portálu na vstupní bráně ozdobila pískovcová hlava Krista od sochaře Čeňka Vosmíka z roku 1903 o rozměrech 50 cm x 38 cm. Nad hlavou Krista je znázorněn výrazný nimbus, v dolní části reliéfu jsou vytesána řecká písmena alfa a omega.
Kaple byla opravena spolu s okolím a nově otevřena 5. února 2011. Její interiér doplnily restaurované obřadní svícny ze starého pohřebního mobiliáře kaple blahoslaveného Podivena a kříž darovaný Maticí staroboleslavskou.

## Popis
Z ulice Josefa Truhláře se vchází do nové části hřbitova, která je založena jako urnový háj s rozptylovou loučkou. Do starší části hřbitova se odtud prochází kamennou bránou. V severovýchodním rohu je hřbitovní kaple, uprostřed centrální cesty hřbitovní kříž s Kristem.
Na hřbitově je pohřben Rudolf kníže Thurn-Taxis, svobodný pán z Troskova, vlastenec a mecenáš literátů, který byl původně pohřben na Velehradě (ostatky přeneseny roku 1930). Jsou zde hroby redemptoristů - strážců Palladia a hroby členů Kolegiátní kapituly sv. Kosmy a Damiána ve Staré Boleslavi nebo hrob Václava V. Pošíka (1874 - 1952), bývalého rektora Vysoké školy báňské v Příbrami.